# Bombardino (Cocktail)

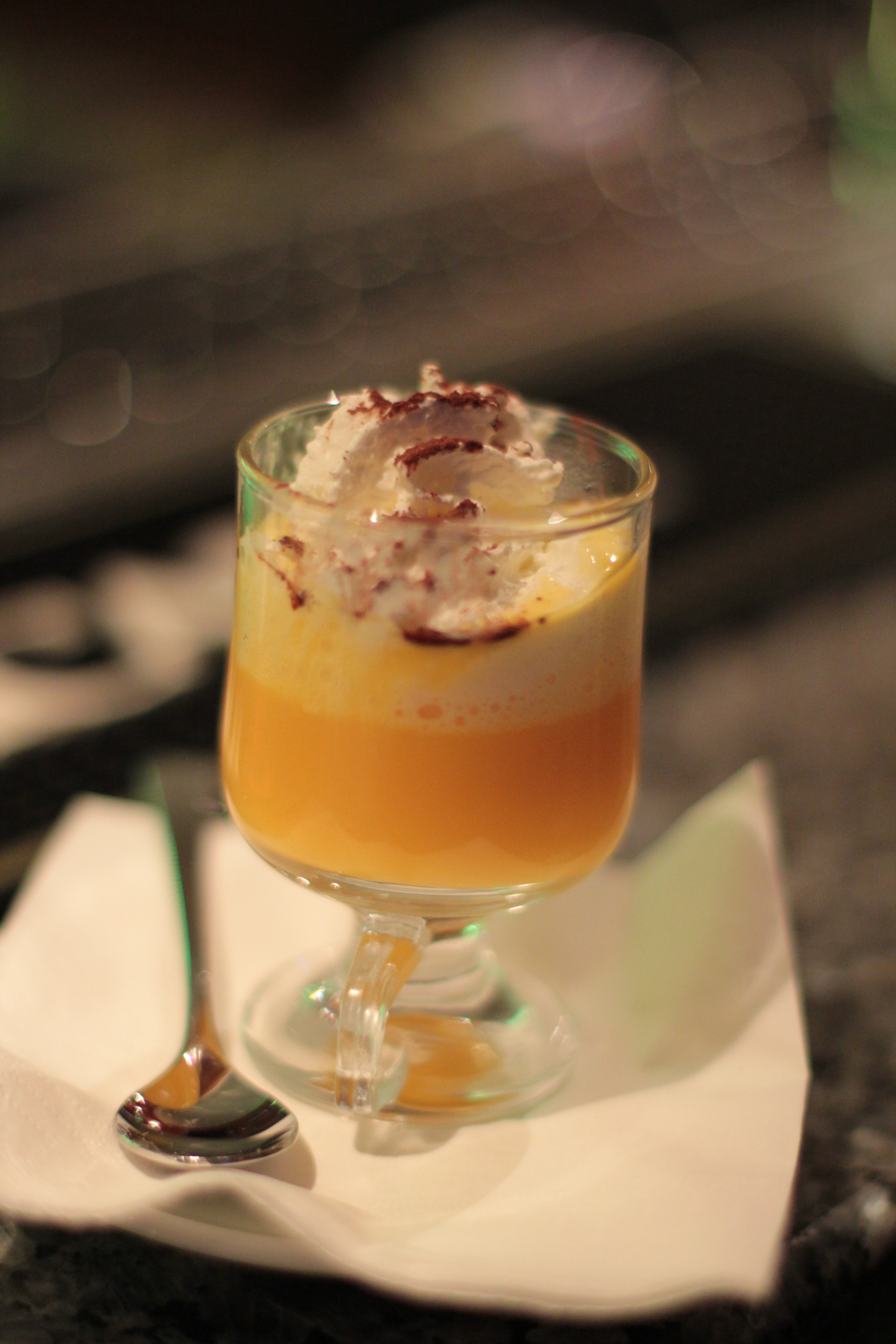
Ein Bombardino mit typischem Sahnehäubchen

Der Bombardino ist ein warm servierter, ursprünglich italienischer Cocktail auf Eibasis. Typisch sind die gelbe Färbung und das Sahnehäubchen. Besonders verbreitet ist er seit Jahrzehnten in den Skihütten und auf den Weihnachtsmärkten Norditaliens (Südtirol, Trentino und Lombardei), aber auch in den Skigebieten des Schweizer Tessin und im österreichischen Ötztal ist er bekannt.

## Zutaten
Die erste Grundzutat des Bombardino ist Eierlikör (italienisch „VOV“ mit Marsala als alkoholischer Komponente). Die zweite Grundzutat ist traditionell Whisky („Scozzese“, „Schottisch“), der aber auch ganz oder teilweise durch Weinbrand oder Rum („Pirata“, „der Pirat“) ersetzt werden kann. Das Mischungsverhältnis der beiden Grundzutaten variiert je nach Rezept und liegt oft zwischen 1:1 und 2:1. Für den Zusatz von Espresso gibt es die Bezeichnung „Calimero“, wohl wegen der farblichen Ähnlichkeit zu dem Zeichentrick-Küken. Es gibt diverse weitere Varianten, unter anderem mit Milch, Zucker, Kakao oder Zimt. Garniert wird der Bombardino immer mit einem Sahnehäubchen.
Die Rezeptur mit ihren Varianten ist sehr ähnlich zum Eggnog des anglo-amerikanischen Sprachraums.
Es sind auch verzehrfertige Bombardino-Mischungen im Handel erhältlich. 

## Ursprung und Name
Die genaue Herkunft des Bombardino ist unklar. Laut dem ehemaligen Chef mehrerer Skihütten in Livigno in der Lombardei, Erich Ciapponi, wurde er dort im Jahr 1972 erfunden.
Der Name des Bombardino („Bömbchen“) leitet sich angeblich von einem seiner ersten Trinker ab, der die hohe Temperatur und den hohen Alkoholgehalt bemerkte und seine Wirkung mit der einer kleinen Bombe verglich.